# Municipio de Richburg
El municipio de Richburg (en inglés: Richburg Township) es un municipio ubicado en el condado de Bottineau en el estado estadounidense de Dakota del Norte. En el año 2010 tenía una población de 37 habitantes y una densidad poblacional de 0,31 personas por km².

## Geografía
El municipio de Richburg se encuentra ubicado en las coordenadas 48°56′41″N 101°1′38″O / 48.94472, -101.02722. Según la Oficina del Censo de los Estados Unidos, el municipio tiene una superficie total de 117.55 km², de la cual 112,2 km² corresponden a tierra firme y (4,55 %) 5,35 km² es agua.

## Demografía
Según el censo de 2010, había 37 personas residiendo en el municipio de Richburg. La densidad de población era de 0,31 hab./km². De los 37 habitantes, el municipio de Richburg estaba compuesto por el 91,89 % blancos y el 8,11 % eran de una mezcla de razas. Del total de la población el 0 % eran hispanos o latinos de cualquier raza.